# Milonia hexastigma
Milonia hexastigma är en spindelart som först beskrevs av Johan Coenraad van Hasselt 1882.  Milonia hexastigma ingår i släktet Milonia och familjen hjulspindlar. Inga underarter finns listade i Catalogue of Life.